# John Edward Williams
John Edward Williams (29 de agosto de 1922 – 3 de março de 1994) foi um autor, editor e professor americano. Williams se destacou no universo literário por seus romances Butcher's Crossing (1960), Stoner (1965) e Augustus (1972), que ganhou o US National Book Award.

## Vida
Williams nasceu em Clarksville, Texas. Quando ainda era criança sua família se mudou para Wichita Falls, Texas, em busca de trabalho nas reservas de petróleo descobertas na região. Seus avós eram fazendeiros; seu pai, J. E. Jewell, trabalhava em uma loja de rações. Jewell desapareceu em circunstâncias misteriosas quando Williams tinha apenas dois anos, e sua mãe se casou novamente com George Williams, um trabalhador local. John Williams frequentou a faculdade, mas desistiu depois de reprovar em inglês do primeiro ano e, em seguida, trabalhou na mídia antes de ingressar no esforço de guerra no início de 1942, alistando-se na Força Aérea do Exército dos Estados Unidos. Ele passou dois anos e meio como sargento na Índia, China e Birmânia. 

## Carreira
Durante seu período de permanência em Calcutá ele escreveu algumas páginas de um romance, que mais tarde se tornaria o livro Nothing But the Night, publicado em 1948 pela Swallow Press, e reeditado pela New York Review Books Classics.
Depois da guerra, Williams se mudou para Denver, Colorado, e se matriculou na Universidade de Denver, onde recebeu os graus de Bacharel em Artes (1949) e Mestre em Artes (1950). Durante seu tempo na Universidade de Denver seus dois primeiros livros foram publicados, Nothing But the Night (1948), um romance que descreve o terror e as consequências de uma experiência traumática precoce, e The Broken Landscape (1949), uma coletânea de poesias. Ao concluir o mestrado, Williams se matriculou na University of Missouri, onde lecionou e concluiu o doutorado em literatura inglesa, em 1954. No outono de 1955, Williams retornou à Universidade de Denver como professor assistente, tornando-se diretor da cátedra de escrita criativa. Seu segundo romance, Butcher's Crossing (Macmillan, 1960) retrata a vida na fronteira na década de 1870 no Kansas.
Em 1963, Williams editou e escreveu a introdução da antologia English Renaissance Poetry: A Collection of Shorter Poems from Skelton to Jonson (Doubleday). A publicação provocou uma reação do poeta e crítico literário Yvor Winters, que afirmou que a antologia de Williams se sobrepunha ao seu cânone, e a introdução copiava seus argumentos. Os editores incluíram um agradecimento a Winters no livro.
A segunda coleção de poemas de Williams, The Necessary Lie (1965), foi lançada pela Verb Publications. Williams também foi o editor fundador da University of Denver Quarterly (que posteriormente se tornou Denver Quarterly), publicada pela primeira vez em 1965. Ele permaneceu como editor até 1970.
Seu terceiro romance, Stoner (1965), tem como enredo a trágica vida de um professor assistente de inglês da Universidade de Missouri, e foi publicado pela Viking Press. Em 2005 foi relançado pela NYRB Classics. Posteriormente, foi traduzido e publicado na Europa e, a partir de 2011, tornou-se um best-seller na França, Holanda, Itália, Israel e Reino Unido.
Sua quarta obra, Augustus (Viking Press, 1972), é um romance histórico sobre o imperador de Roma Augusto César. No ano de seu lançamento dividiu o National Book Award for Fiction com Chimera, de John Barth. Foi a primeira vez que o prêmio foi dividido.
Williams se aposentou da Universidade de Denver em 1985, e morreu, de insuficiência respiratória, em 1994, em sua casa em Fayetteville, Arkansas. Williams deixou esposa e filhos. Um quinto romance, The Sleep of Reason, estava inacabado no momento de sua morte, mas dois longos trechos foram publicados nas revistas Plowshares e Denver Quarterly em 1981 e 1986, respectivamente.
Williams tinha um sentimento de amor para com o estudo da literatura. Em uma entrevista concedida em 1986, ele foi questionado: "A literatura é escrita para entreter?". Sua respondeu foi enfática: "Absolutamente. Meu Deus, ler sem alegria é estúpido."

## Recepção e Legado
O crítico Morris Dickstein escreveu que, embora Butcher's Crossing, Stoner e Augustus sejam "surpreendentemente diferentes no que tange o tema", todos "mostram um arco narrativo semelhante: a iniciação de um jovem, rivalidades masculinas cruéis, tensões mais sutis entre homens e mulheres, pais e filhas e, finalmente, uma sensação sombria de decepção, até futilidade." Dickstein chamou Stoner de "um romance perfeito, tão bem contado e lindamente escrito, tão profundamente comovente que te deixa sem fôlego".
Na introdução de Stoner, o autor John McGahern escreveu: "O entretenimento em Stoner é de uma ordem elevada, que o próprio Williams descreveu como 'uma fuga para a realidade', bem como dor e alegria. A clareza da prosa é em si uma alegria autêntica."
Steve Almond também elogiou Stoner na The New York Times Magazine: "Nunca encontrei um trabalho tão implacável em sua devoção às verdades humanas e tão tenro em sua execução."
Em 2018, uma biografia de Williams, escrita por Charles J. Shields e intitulada The Man Who Wrote the Perfect Novel: John Williams, Stoner, and the Writing Life, foi publicada pela University of Texas Press.
Em uma entrevista a The Paris Review, em 2019, a viúva de Williams, Nancy Gardner, falou sobre o serviço de guerra, métodos de trabalho e alcoolismo do marido.

## Traduções
Stoner foi traduzido para vários idiomas, incluindo espanhol, francês, italiano, alemão, holandês, croata e português.

## Obras
Romances
- Nothing But the Night (1948)
- Butcher's Crossing (1960)
- Stoner (1965)
- Augustus (1972)

Poesia
- The Broken Landscape: Poems (1949)
- The Necessary Lie (1965)

Antologia
- English Renaissance Poetry: A Collection of Shorter Poems from Skelton to Jonson (1963)

## Ligações Externas
- Documentos de John Williams na Universidade de Arkansas
- Obituário . The New York Times
- " O maior romance americano do qual você nunca ouviu falar ". The New Yorker
- " John Williams e o cânone que poderia ter sido ". The New Yorker
- Myers, DG "Defeats and Victories Not Recorded in the Annals of History," Commentary Magazine. Acesso em 9 de janeiro de 2015